# Aruba Challenger 1995
L'Aruba Challenger 1995 è stato un torneo di tennis facente parte della categoria ATP Challenger Series nell'ambito dell'ATP Challenger Series 1995. Il torneo si è giocato ad Aruba in Aruba dal 4 al 10 settembre 1995 su campi in cemento.

## Vincitori

### Singolare
Chris Woodruff ha battuto in finale  Jim Pugh con il punteggio di 6–4, 6–2

### Doppio
Mahesh Bhupathi /  Leander Paes hanno battuto in finale  José Antonio Conde /  Christo van Rensburg con il punteggio di 6–4, 4–6, 7–6